# Dagetichthys
Dagetichthys is een monotypisch geslacht van straalvinnige vissen uit de familie van de eigenlijke tongen (Soleidae).

## Soorten
- Dagetichthys lakdoensis Stauch & Blanc, 1964